# Homer (Louisiana)
Homer és una població dels Estats Units a l'estat de Louisiana. Segons el cens del 2000 tenia 3.788 habitants.

## Demografia
Segons el cens del 2000, Homer tenia 3.788 habitants, 1.431 habitatges, i 977 famílies. La densitat de població era de 319,3 habitants/km².
Dels 1.431 habitatges en un 31,5% hi vivien nens de menys de 18 anys, en un 38,9% hi vivien parelles casades, en un 23,7% dones solteres, i en un 31,7% no eren unitats familiars. En el 29,6% dels habitatges hi vivien persones soles el 15% de les quals corresponia a persones de 65 anys o més que vivien soles. El nombre mitjà de persones vivint en cada habitatge era de 2,61 i el nombre mitjà de persones que vivien en cada família era de 3,22.
Per edats la població es repartia de la següent manera: un 30,7% tenia menys de 18 anys, un 7,9% entre 18 i 24, un 25,6% entre 25 i 44, un 19,4% de 45 a 60 i un 16,4% 65 anys o més.
L'edat mediana era de 34 anys. Per cada 100 dones de 18 o més anys hi havia 81,6 homes.
La renda mediana per habitatge era de 23.646 $ i la renda mediana per família de 28.199 $. Els homes tenien una renda mediana de 26.563 $ mentre que les dones 20.777 $. La renda per capita de la població era de 12.811 $. Entorn del 22,9% de les famílies i el 31,5% de la població estaven per davall del llindar de pobresa.

## Poblacions més properes
El següent diagrama mostra les poblacions més properes.